# Стефан Топуров
Стефан Топуров е български щангист и треньор.

## Биография
Роден е на 11 август 1964 г. в град Асеновград. Започва да тренира вдигане на тежести на 13-годишна възраст при треньора Петър Арнаудов в клуб „Асеновец“ (1977). Завършва Средно спортно училище „Васил Левски“ в град Пловдив. Състезава се за клуб „Асеновец“ (1977 – 1979), клуб „Марица“ (1979 – 1982) и ДФС „ЦСКА“ (1982 – 1992).
През 1983 г. е европейски и световен вицешампион. През следващата 1984 г. европейски шампион, а през 1986 г. световен вицешампион. Европейски и Световен шампион (1987).
На летните олимпийски игре в Сеул на Олимпиадата в Сеул печели сребърен медал. През същата година става и вицешампион на Европа.
Завършва Националната Спортна Академия. Днес е практикуващ треньор по вдигане на тежести. Първата му поява в световните щанги е с националния състезател на република Виетнам Anh Tuan Hoang, с който печели през 2008 г. златен медал от Азиатските игри, както и сребърен медал на Олимпийските игри в Пекин. По-късно става треньор в Кувейт.

### Постижения
- Световен шампион (1987)
- Световен вицешампион (1983, 1986)
- Европейски шампион (1984, 1987)
- Европейски вицешампион (1983, 1988)
- Световен шампион за юноши
- Европейски шампион за юноши – 2 пъти
- Поставя 22 световни и 4 олимпийски рекорда
- Първият човек в света, който повдига над главата си тежест три пъти колкото собственото си тегло (общо 5-има са тежкоатлетите, които са извършили подобен рекорд, четирима от тях са родени в България (Стефан Топуров, Нено Терзийски, Наим Сюлейманоглу и Халил Мутлу).

### Други признания
- Провъзгласен за Почетен гражданин на Асеновград;
- Обявен за личност с особени заслуги към община Асеновград;
- Топ 50 на най-добрите спортисти на Пловдив за всички времена.

## Първият човек в света, който повдига над главата си тежест три пъти колкото собственото си тегло
На световно първенство по вдигане на тежести в Москва (1983), 19-годишният Стефан Топуров участва в категория до 60 килограма. Фаворит на категорията е една от звездите на съветската тежка атлетика, Саркисян.
Преди състезанието се налага на Топуров да гони тегло, за да успее да участва и да влезе в категорията. Това изисква големи усилия няколко дни преди състезанието, като множество сауни, почти никаква храна и вода. Тези фактори рефлектират и върху подготовката му.
При самото състезание, първото движение изхвърлянето Саркисян повежда с 5 килограма, а и е по-лек от българина. Също така постига световен рекорд в упражнението и два последователни световни рекорда в двубоя.
На второто движение изтласкването, Топуров предявява опит за 180 килограма. Тази тежест е с 5 килограма над новия световен рекорд поставен току-що от Саркисян; и тежест, която е три пъти колкото собственото тегло на Стефан Топуров.
Рекордът изравнява двубоя и спечелва златен медал в изтласкването. За световен шампион обаче е обявен Саркисян заради по-лекото му тегло.